# Susan Wojcicki
Susan Diane Wojcicki (polsk: [vujt͡ʃit͡skʲi]), født 5. juli 1968 i Santa Clara County, Californien, død 9. august 2024) var en polsk-amerikansk økonom og teknologileder, der var administrerende direktør for YouTube.

## Opvækst og uddannelse
Hun var datter af Esther Wojcicki, en pædagog af russisk-jødisk oprindelse, og Stanley Wojcicki, en polsk-amerikansk professor i fysik på Stanford University. Hun havde søstrene: Janet Wojcicki, (PhD, antropolog og epidemiolog) og Anne Wojcicki, grundlægger af 23andMe. Hun voksede på Stanfords universitetsområde med George Dantzig som nabo. Hun gik på Gunn High School i Palo Alto, California og skrev for skolebladet.
Wojcicki studerede historie og litteratur ved Harvard University og dimitterede i 1990 med udmærkelser. Hun planlagde oprindeligt at få Ph.d. i økonomi og forfølge en karriere i den akademiske verden, men ændrede hendes planer, da hun opdagede den teknologiske verden. Hun modtog også sin Master of Science i økonomi fra University of California, Santa Cruz i 1993 og en Master i Business Administration fra UCLA Anderson School of Management i 1998.

## Karriere
I september 1998, den samme måned, som Google blev stiftet,  fik Larry Page og Sergey Brin kontor i Wojcickis garage i Menlo Park. Wojcicki havde arbejdet med marketing hos Intel i Santa Clara, Californien og blev management konsulent hos Bain & Company og R. B. Webber & Company, inden hun i 1999 blev Googles første marketingmanager. Her arbejdede hun med viral marketing samt den første Google Doodle. Wojcicki tog bl.a. del i udviklingen af succesfulde Googleprogrammer såsom Google Images og Google Books
Hun udviklede AdSense, som blev Googles andenstørste indtægtskilde. Hun foreslog Googles bestyrelse, at selskabet skulle købe YouTube, der var en lille start-up-virksomhed, der konkurrerede med Google. Hun håndterede to af Googles største opkøb: YouTube til 1,65 milliarder dollar i 2006, og DoubleClick til 3,1 milliarder dollar i 2007. I februar 2014 hun blev administrerende direktør for YouTube.
Wojcicki blev i 2015 udnævnt af Time Magazine til at være en af de 100 mest indflydelsesrige mennesker, hvor hun i et senere nummer af Time blev beskrevet som værende "den mest magtfulde kvinde på internettet".

## Personligt liv
Wojcicki blev gift med Dennis Troper den 23. august 1998 i Belmont, Californien og fik med ham fem børn. Før hun tog sin femte barselsorlov, skrev hun den 16. december 2014 et debatindlæg i Wall Street Journal om betydningen af betalt barselsorlov. Hun er ofte citeret for at tale om vigtigheden af at finde balance mellem familie og karriere.
Wojcicki døde af lungekræft den 9. august 2024. Hun blev 56 år gammel.